# Championnats d'Asie d'escrime 2015
Navigation
Édition précédente Édition suivante
Les 19es championnats d'Asie d'escrime se déroulent à Singapour du 25 au 30 juin 2015.
La Corée du Sud, remportant la moitié des médailles d'or en jeu, s'impose comme la meilleure nation de ces championnats d'Asie devant la Chine.

## Médaillés
| Épreuves                               | Or                                                                                 | Argent                                                                           | Bronze                                                                   |
| -------------------------------------- | ---------------------------------------------------------------------------------- | -------------------------------------------------------------------------------- | ------------------------------------------------------------------------ |
| Épée                                   |                                                                                    |                                                                                  |                                                                          |
| Hommes individuel résultats détaillés  | Jiao Yunlong                                                                       | Park Kyoung-doo                                                                  | Elmir Alimzhanov Kazuyasu Minobe                                         |
| Hommes par équipes résultats détaillés | Kazakhstan- Dmitriy Aleksanin - Elmir Alimzhanov - Ivan Deryabin - Ruslan Kurbanov | Chine- Dong Chao - Jiao Yunlong - Li Guojie - Li Zhen                            | Japon- Kazuyasu Minobe - Keisuke Sakamoto - Satoru Uyama - Masaru Yamada |
| Femmes individuel résultats détaillés  | Xu Anqi                                                                            | Choi In-jeong                                                                    | Nozomi Sato Ayaka Shimōkawa                                              |
| Femmes par équipes résultats détaillés | Corée du Sud- Choi Eun-sook - Choi In-jeong - Kang Young-mi - Shin A-lam           | Chine- Hao Jialu - Sun Yiwen - Sun Yujie - Xu Anqi                               | Japon- Rie Ohashi - Nozomi Sato - Ayaka Shimōkawa - Ayumi Yamada         |
| Fleuret                                |                                                                                    |                                                                                  |                                                                          |
| Hommes individuel résultats détaillés  | Yūki Ōta                                                                           | Son Young-ki                                                                     | Know Young-ho Cheung Ka Long                                             |
| Hommes par équipes résultats détaillés | Chine- Chen Haiwei - Lei Sheng - Ma Jianfei - Shi Jialuo                           | Corée du Sud- Ha Tae-gyu - Heo Jun - Kwon Young-ho - Son Young-ki                | Japon- Suguru Awaji - Kenta Chida - Ryō Miyake - Yūki Ōta                |
| Femmes individuel résultats détaillés  | Jeon Hee-sook                                                                      | Nam Hyun-hee                                                                     | Kim Mi-na Le Huilin                                                      |
| Femmes par équipes résultats détaillés | Corée du Sud- Jeon Hee-sook - Kim Mi-na - Lim Seung-min - Nam Hyun-hee             | Chine- Chen Qinghui - Gong Yu - Le Huilin - Liu Yongshi                          | Hong Kong- Chen Hiu Wai - Cheung Kimberley - Lin Po Heung - Liu Yan Wai  |
| Sabre                                  |                                                                                    |                                                                                  |                                                                          |
| Hommes individuel résultats détaillés  | Kim Jung-hwan                                                                      | Gu Bon-gil                                                                       | Mojtaba Abedini Won Woo-young                                            |
| Hommes par équipes résultats détaillés | Corée du Sud- Gu Bon-gil - Kim Jung-hwan - Oh Eun-seok - Won Woo-young             | Iran- Mojtaba Abedini - Farzad Baher Aresbaran - Ali Pakdaman - Mohammad Rahbari | Chine- Fang Xin - Sun Wei - Xu Yingming - Zhang Xiaotian                 |
| Femmes individuel résultats détaillés  | Shen Chen                                                                          | Chika Aoki                                                                       | Kim Ji-yeon Misaki Emura                                                 |
| Femmes par équipes résultats détaillés | Corée du Sud- Hwang Seo-na - Kim Ji-yeon - Lee Ra-jin - Yoon Ji-su                 | Chine- Qian Jiarui - Shen Chen - Yin Haiyun - Yu Xinting                         | Japon- Chika Aoki - Misaki Emura - Mika Kikuchi - Norika Tamura          |

## Tableau des médailles
| Rang  | Nation       | Or | Argent | Bronze | Total |
| ----- | ------------ | -- | ------ | ------ | ----- |
| 1     | Corée du Sud | 6  | 6      | 4      | 16    |
| 2     | Chine        | 4  | 4      | 2      | 10    |
| 3     | Japon        | 1  | 1      | 8      | 10    |
| 4     | Kazakhstan   | 1  | 0      | 1      | 2     |
| 5     | Iran         | 0  | 1      | 1      | 2     |
| 6     | Hong Kong    | 0  | 0      | 2      | 2     |
| Total | Total        | 12 | 12     | 18     | 42    |